# Edgeův ostrov
Edgeův ostrov (norsky Edgeøya, dříve též česky Malý Berún) je ostrov v Severním ledovém oceánu, který náleží Norsku. Leží v jihovýchodní části souostroví Špicberky. Má rozlohu 5073 km² (třetí největší ostrov Špicberků) a je bez stálého lidského osídlení. Od Západního Špicberku ho odděluje průliv Storfjorden. Nejsevernějším bodem je Heuglinův mys.
Ostrov je tvořen skalami z období triasu. Krajinu pokrývá tundra, kde roste suchopýr a lomikámen. Na Edgeově ostrově žije medvěd lední, sob polární a mrož lední. Ve východní části ostrova se nacházejí ledovce Edgeøyjøkulen a Stonebreen. Nejvyšší horou je Caltexfjellet s 572 metry nad mořem.
Ostrov je pojmenován podle anglického velrybáře Thomase Edge, který oznámil jeho objev v roce 1616 (pravděpodobně jej už ale předtím navštěvovali Pomorové). V roce 1743 zde ztroskotala čtveřice ruských námořníků, kterým se zde podařilo přežít šest let; jejich příhody inspirovaly film Jurije Jegorova Studené moře (1954). Na místě zvaném Dolerittneset vznikla v letech 1899 až 1904 vědecká základna, později opuštěná. V roce 1973 se ostrov stal součástí přírodní rezervace Søraust-Svalbard a jeho návštěva musí být ohlášena úřadu guvernéra.
John Case umístil ve svém apokalyptickém románu The First Horseman na Edgeův ostrov fiktivní opuštěnou hornickou osadu Kopervik, v níž se odehrává část děje. Skutečný Kopervik leží v jižním Norsku.